# Argument (informatique)
Pour les articles homonymes, voir Argument.
En informatique, les arguments sont les données traitées par une fonction. Ils sont remplacés par les entrées lors de l'exécution du programme qui utilise cette fonction.

## Valeur par défaut
Selon différent langages de programmation puis de la manière dont une fonction est déclaré, il est parfois possible de ne pas fournir l'argument demandé par cette même fonction. Ceci est possible grâce à une valeur par défaut.
Exemple en language C++ :
```
void
 
f
(
int
 
x
,
 
int
 
a
=
1
,
 
int
 
b
=
1
,
 
int
 
c
=
0
){
 
//Les paramètres qui n'ont pas de valeur par défaut doivent être situés impérativement au début de la liste.

    
return
 
a
*
x
*
x
+
b
*
x
+
c
;

}

f
(
1
);
 
//argument ok

f
(
2
,
 
2
);
 
//ok

f
(
3
,
 
3
,
 
3
);
 
//ok

f
(
5
,
 
5
,
 
5
,
 
5
,
 
5
);
 
//Erreur : 1 argument en trop

f
();
 
//Erreur : x n'a pas été fourni a f()

```

Le langage C ne supporte pas cette fonctionnalité.

## Fonction Variadique
Le langage C supporte cette fonctionnalité.

## Argument nommé
Le langage Python est un langage qui permet de nommer les arguments lors d'un appel de fonction :
```
def
 
f
(
a
=
1
,
b
=
2
,
c
=
3
):

    
return
 
a
+
b
**
2
+
c
**
3

f
(
b
=
3
)

f
(
c
=
2
,
a
=
2
)

f
(
1
,
2
,
3
)
 
# Appel classique possible

f
(
2
)
 
# possible

f
.
__defaults__
 
# = f() # possible aussi

```

## Différence entre paramètre et argument d'une fonction
Les paramètres sont les variables des fonctions. L'argument est quant à lui, une valeur fournie lors d'un appel d'une fonction.